# Jorge Hamartolo

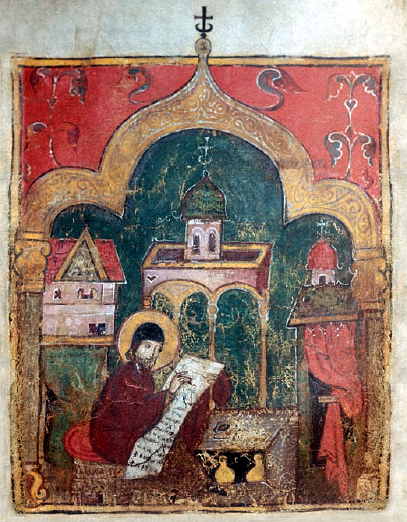
Jorge trabalhando em sua crônica.
Iluminura num manuscrito anônimo do século XIV na Biblioteca Nacional Russa.

Jorge Hamartolo (em grego: Γεώργιος Ἁμαρτωλός; romaniz.: Geó̱rgios Hamarto̱lós) foi um monge em Constantinopla durante o reinado do imperador bizantino Miguel III, o Ébrio (r. 842–867) e o autor de uma crônica importante. Hamartolo não é um nome, mas um epíteto que ele se deu no título de sua obra: "Um compêndio em forma de crônica de vários cronistas e intérpretes, colecionados e arrumados por Jorge, um pecador (em grego: ὐπὸ Γεωργίου ἁμαρτωλοῦ)." É uma forma comum entre os monges bizantinos. Krumbacher (Byz. Litt., 358) é contra o uso deste epíteto como nome e propõe (e usa) a forma Jorge Mônaco (em grego: Γεώργιος Μοναχός - "Jorge, o Monge").
Nada se sabe sobre ele, exceto pelas evidências internas que se pode obter de sua obra, que estabelece o período em que ele viveu (no prefácio, ele trata Miguel III como o imperador reinante) e sua profissão de fé, ao se chamar de monge.

## Crônica
A crônica é formada por quatro livros. O primeiro trata da história profana de Adão até Alexandre, o Grande; o segundo, da história do Antigo Testamento; o terceiro, da História do Império Romano, de Júlio César até Constantino I; e o quatro, continua até a época do autor, na morte do imperador Teófilo (842) e a restauração da iconodulia pela mãos de sua viúva Teodora no mesmo ano. A crônica é a única autoridade contemporânea original sobre os anos 813 até 842 e, portanto, é indispensável. Como é geralmente o caso nestas crônicas medievais, a única parte que deve ser tomada ao pé da letra é o relato dos eventos mais ou menos contemporâneos, pois o resto é um interessante exemplo das ideias bizantinas sobre o assunto e sobre as questões que interessavam aos monges da época.
Jorge descreve o seu ideal e seus princípios no prefácio. Ele se utilizou de fontes gregas antigas e modernas, tendo consultado especialmente obras edificantes, e lutou para relatá-las como úteis e necessárias, sem tentar agradar o leitor com pretensões de beleza ou estilo literário e se atendo ao relato. Ele também procurou colocar apenas os temas que seriam úteis e necessários para a sociedade de Constantinopla do século IX e abordou-os todos: ele trata de como os ídolos foram inventados, a origem dos monges, a religião dos sarracenos e especialmente da controvérsia iconoclasta que acabara de terminar. Como todos os monges, o seu ódio a iconoclastia é evidente e a violência com que ele fala dos iconoclastas mostra o quão recente era o assunto e quão frescas eram as memórias da perseguição que sofreram. Além disso, a crônica também traz longos trechos de obras dos padres gregos, longas reflexões piedosas e discursos teológicos.
O primeiro livro trata de uma impressionante miscelânea de pessoas - Adão, Nimrod, os persas, caldeus, brâmanes, as amazonas etc. No segundo também e embora ele afirme tratar apenas da história bíblica, ele tem muito a dizer sobre Platão e os filósofos em geral. Hamartolo terminou a sua crônica com o ano de 842, como o colofão da maioria dos manuscritos atestam. Várias pessoas, entre elas notavelmente Simeão Logóteta, que é provavelmente Simeão Metafrastes, o famoso hagiógrafo do século X, continuou a sua história para datas posteriores - a maior delas chega até 948 Nestas adições, as questões religiosas ficaram em segundo plano e mais atenção foi dada à história política, com uma linguagem mais popular. Continuações de menor qualidade chegam até 1143.
Apesar de suas ideias pouco elaboradas e o seu violento ódio aos iconoclastas, que o faz parecer injusto em relação a eles, a obra tem considerável valor para a história dos últimos dez anos antes do cisma de Fócio. Ela foi traduzida para as línguas eslavônicas (búlgaro e sérvio) e para o georgiano. Nestas versões, ela se tornou uma espécie de fonte para todos os historiadores eslavônicos, principalmente Nestor. Como um livro amplamente consultado e popular, com grande circulação, ela foi constantemente reeditada, corrigida e rearranjada por escribas anônimos, tornando a recuperação do trabalho original "um dos mais difíceis problemas da filologia bizantina" (Krumbacher, 355).

## Edições
- Combefisius "Bioi ton neon Basileon (Βιοι τον νεον Βασιλεον)." In Maxima bibliotheca (Scriptores post Theophanem) Paris, 1685; reedição, Veneza, 1729. A última parte do livro IV da crônica e a continuação (813-948).
- Muralt, E. de (ed). Georgii monachi, dicti Hamartoli, Chronicon ab orbe condito ad annum p. chr. 842 et a diversis scriptoribus usq. ad ann. 1143 continuatum. São Petersburgo, 1859. A primeira edição da obra toda. Não é o texto original, mas uma das versões modificadas (de um manuscrito do século XII de Moscou), e é, em muitas coisas, deficiente e errônea (veja a crítica de Krumbacher em Byz. Litt., p. 357).
- Migne, Jacques Paul. Patrologia Graeca 110. Reedição da edição anterior, com uma tradução para o latim.